# The Great 10k Berlin
The Great 10k Berlin (bis 2015 Grand 10 Berlin) sind ein Volks- und Straßenlauf über 10 km, der seit 2008 im Oktober in Berlin stattfindet. Von 2010 bis 2015 trug die von Berlin läuft! organisierte Veranstaltung Sponsor Asics im Titel, seit 2018 Bridgestone. Zum Programm gehören auch eine 2-mal-5-km-Staffel sowie ein Kinderlauf.

## Geschichte
2010 lief Leonard Patrick Komon mit 27:12 min die bislang schnellste Zeit auf deutschem Boden und unterbot damit die 17 Jahre alte Marke von 27:37 min, die Tendai Chimusasa beim Würzburger Residenzlauf aufgestellt hatte. Die Veranstaltung ist Wertungslauf des Deutschen Nachwuchsläufercups.

## Strecke
Start und Ziel ist am Schloss Charlottenburg. Über den Spandauer Damm, die Otto-Suhr-Allee, den Ernst-Reuter-Platz und die Straße des 17. Juni gelangt man zum Großen Stern, wo man an der Siegessäule nach Süden in die Hofjägerallee abbiegt. Nach einer Schleife durch den Zoologischen Garten, den man durch das Elefantentor verlässt, kehrt man über die Budapester Straße, die Kantstraße und die Schloßstraße zum Ausgangspunkt des Kurses zurück. Die Elite-Läufer absolvierten 2018 nicht die Passage durch den Zoo und glichen die fehlenden Meter durch einen gesonderten Start aus. Damit versprach man sich einen Zeitgewinn für die Topläufer von 5 bis 10 Sekunden.

## Statistik

### Streckenrekorde
- Männer: 27:12 min, Leonard Patrick Komon, , 2010
- Frauen: 30:37 min, Joyce Chepkirui, , 2013

### Siegerliste
Quelle: Website des Veranstalters
| Datum         | Männer                                       | Nation                                       | Zeit                                         | Frauen                                       | Nation                                       | Zeit                                         |
| ------------- | -------------------------------------------- | -------------------------------------------- | -------------------------------------------- | -------------------------------------------- | -------------------------------------------- | -------------------------------------------- |
| 12. Okt. 2025 |                                              |                                              |                                              |                                              |                                              |                                              |
| 13. Okt. 2024 | Dan Kibet                                    | Uganda                                       | 28:19                                        | Eva Dietrich                                 | Deutschland                                  | 31:47                                        |
| 15. Okt. 2023 | Dawit Seare                                  | Eritrea                                      | 27:49                                        | Miriam Chebet                                | Kenia                                        | 31:51                                        |
| 16. Okt. 2022 | Micah Kiplagat Cheserek                      | Kenia                                        | 27:57                                        | Deborah Schöneborn                           | Deutschland                                  | 32:54                                        |
| 8. Aug. 2021  | Bernard Wambua                               | Kenia                                        | 28:35                                        | Izabela Paszkiewicz                          | Polen                                        | 32:10                                        |
| 11. Okt. 2020 | n/a, da wegen der COVID-19-Pandemie abgesagt | n/a, da wegen der COVID-19-Pandemie abgesagt | n/a, da wegen der COVID-19-Pandemie abgesagt | n/a, da wegen der COVID-19-Pandemie abgesagt | n/a, da wegen der COVID-19-Pandemie abgesagt | n/a, da wegen der COVID-19-Pandemie abgesagt |
| 13. Okt. 2019 | Haftu Teklu                                  | Äthiopien                                    | 28:27                                        | Violah Lagat                                 | Kenia                                        | 31:27                                        |
| 14. Okt. 2018 | Vincent Kiprotich Kibet                      | Kenia                                        | 27:21                                        | Alina Reh -2-                                | Deutschland                                  | 31:23                                        |
| 8. Okt. 2017  | Mathew Kimeli                                | Kenia                                        | 27:32                                        | Alina Reh                                    | Deutschland                                  | 31:38                                        |
| 9. Okt. 2016  | Zane Robertson                               | Neuseeland                                   | 27:28                                        | Sarah Lahti                                  | Schweden                                     | 31:57                                        |
| 11. Okt. 2015 | Joshua Cheptegei                             | Uganda                                       | 27:50                                        | Gladys Chesir                                | Kenia                                        | 30:41                                        |
| 12. Okt. 2014 | Kinde Atanaw Ayalew                          | Äthiopien                                    | 27:49                                        | Joyce Chepkirui -2-                          | Kenia                                        | 31:02                                        |
| 13. Okt. 2013 | Leonard Patrick Komon -4-                    | Kenia                                        | 27:48                                        | Joyce Chepkirui                              | Kenia                                        | 30:37                                        |
| 14. Okt. 2012 | Leonard Patrick Komon -3-                    | Kenia                                        | 27:46                                        | Anna Hahner                                  | Deutschland                                  | 33:50                                        |
| 9. Okt. 2011  | Leonard Patrick Komon -2-                    | Kenia                                        | 27:15                                        | Mara Yamauchi                                | Vereinigtes Königreich                       | 32:19                                        |
| 10. Okt. 2010 | Leonard Patrick Komon                        | Kenia                                        | 27:12                                        | Agnieszka Gortel                             | Polen                                        | 34:08                                        |
| 11. Okt. 2009 | Jan Kreisinger                               | Tschechien                                   | 29:46                                        | Joan Jepkorir Aiyabei                        | Kenia                                        | 33:48                                        |
| 12. Okt. 2008 | Simon Kasimili                               | Kenia                                        | 28:43                                        | Ulrike Maisch                                | Deutschland                                  | 34:53                                        |

### Entwicklung der Finisherzahlen
| Jahr | Gesamt | davon Frauen | in % |
| ---- | ------ | ------------ | ---- |
| 2018 | 5034   | 1838         | 36,5 |
| 2017 | 5210   | 2020         | 38,8 |
| 2016 | 5028   | 1930         | 38,4 |
| 2015 | 5805   | 2391         | 41,1 |
| 2014 | 5232   | 2043         | 39,0 |
| 2013 | 4538   | 1650         | 36,4 |
| 2012 | 5147   | 1788         | 34,7 |
| 2011 | 4319   | 1584         | 36,7 |
| 2010 | 4494   | 1615         | 35,9 |
| 2009 | 4041   | 1446         | 35,8 |
| 2008 | 3755   | 1400         | 37,3 |